# Tylösand
Tylösand er en bebyggelse i Halmstads kommun i Hallands län, Sverige. Tylösand ligger ved Tyludden ca. 7 km vest for Halmstad. Tylösand er en af Sveriges mest kendte badebyer, og er berømt bl.a. for sin 7 km lange sandstrand og for sin golfbane (to 18-hulsbaner). Tylösand er også kendt for Hotel Tylösand, som ejes af Per Gessle og Björn Nordstrand. Bebyggelsen domineredes tidligere af mange små enkle sommerhuse, men Tylösand er i de senere år også blevet populær som permanent beboelse for rige og kendte halmstadboere, og derfor er der nu også mange eksklusive villaer i området, med stigende grund- og ejendomspriser som følge.
I Tylösand findes også et antal restauranter; Restaurang Punch og Restaurang Salt er nok, ved siden af restauranterne på hotellet, de mest kendte. Området var før i tiden utilgængeligt (det var enklest at komme dertil med båd), og i praksis næsten ubeboet inden badebyen etableredes i begyndelsen af 1900-tallet.
56°38′50″N 12°44′07″Ø / 56.64722°N 12.73528°Ø